# Jack Layton

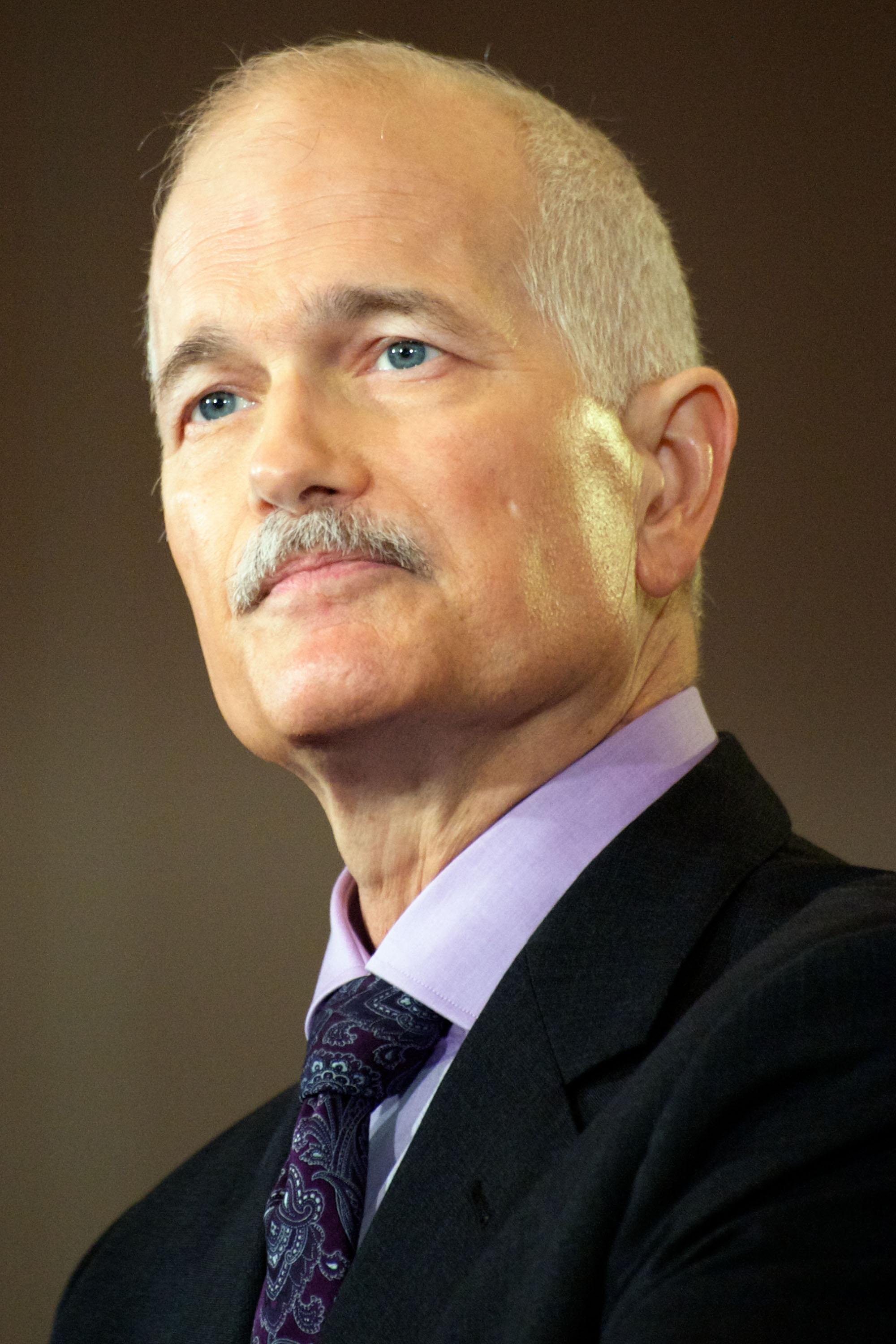
Jack Layton (2011)

John Gilbert „Jack“ Layton PC (* 18. Juli 1950 in Montreal, Québec; † 22. August 2011 in Toronto, Ontario) war ein kanadischer Politiker und Professor für Politikwissenschaft. Der frühere Stadtrat und stellvertretende Bürgermeister von Toronto war ab Januar 2003 Vorsitzender der sozialdemokratischen Neuen Demokratischen Partei (NDP). Von Juni 2004 bis zu seinem Tod war er Abgeordneter im Unterhaus und vertrat den Wahlkreis Toronto-Danforth.

## Familie, Beruf und Lokalpolitik
Layton entstammte einer traditionsreichen Politikerfamilie. Sein Urgroßonkel William Steeves war einer der Väter der Konföderation, sein Großvater Gilbert Layton Mitglied der Québecer Provinzregierung unter Maurice Duplessis und sein Vater Robert Layton in den 1980er Jahren Unterhausabgeordneter sowie Bergbauminister in der progressiv-konservativen Bundesregierung von Brian Mulroney.
Jack Layton wuchs in Hudson auf, einem mehrheitlich englischsprachigen Vorort von Montreal. Er studierte Politikwissenschaft an der McGill University in Montreal und an der York University in Toronto, wo er 1971 als Master of Arts abschloss. 1984 erwarb er den Grad eines Ph.D. und war anschließend als Professor an der Ryerson University tätig. Im selben Jahr ließ er sich von seiner ersten Ehefrau Sally Halford scheiden, die er als 19-Jähriger geheiratet hatte. Seit 1988 war er mit Olivia Chow verheiratet, die ebenfalls für die NDP im Unterhaus saß.
1982 wurde Layton erstmals in den Stadtrat von Toronto gewählt, wo er sich bald als führende Figur der NDP-Fraktion etablierte. Er sprach sich vehement gegen das SkyDome-Projekt aus, setzte sich für die Rechte von AIDS-Kranken ein und war Mitbegründer der White-Ribbon-Bewegung. Auch gehörte er zu den Gegnern einer Kandidatur Torontos für die Olympischen Spiele 1996. 1991 kandidierte er für das Amt des Bürgermeisters, unterlag aber dem konservativen Gegenkandidaten und gab sein Stadtratsmandat auf. 1994 wurde er wieder in den Stadtrat gewählt und gehörte diesem bis 2003  an. 1993 und 1997 kandidierte er ohne Erfolg für einen Sitz im kanadischen Unterhaus. 2001/02 war er Präsident des kanadischen Gemeindeverbandes.

## Vorsitzender der NDP
Am 25. Januar 2003 wurde Layton beim Parteitag in Toronto zum neuen Vorsitzenden der NDP gewählt und trat die Nachfolge von Alexa McDonough an. Er trat nicht zu einer Nachwahl um einen Sitz im Unterhaus an, wie es bisher Tradition für Parteivorsitzende war, die im Parlament nicht vertreten sind. Stattdessen wartete er die Unterhauswahl 2004 ab. Am 28. Juni 2004 wurde er im Wahlkreis Toronto-Danforth gewählt; die NDP konnte ihren Stimmenanteil zwar fast verdoppeln, erzielte aber nur wenige Sitzgewinne.
Die Liberale Partei, die eine Minderheitsregierung bildete, war auf die Unterstützung der NDP angewiesen. Diese setzte durch, dass geplante Steuererleichterungen für Unternehmen gestrichen wurden und stattdessen mehr Geld in Sozialprogramme floss. Mit der Unterstützung der NDP überstand die liberale Regierung von Paul Martin im Mai 2005 zweimal ein Misstrauensvotum. Als die Liberalen im November 2005 weitere Zugeständnisse ablehnten, entzog Layton seine Unterstützung. Das darauf folgende Misstrauensvotum war erfolgreich und löste die Unterhauswahl 2006 aus.
Bei der Wahl am 23. Januar 2006 konnte die NDP ihre Sitzzahl von 19 auf 29 erhöhen. Die Konservative Partei von Stephen Harper wurde stärkste Kraft, verfehlte aber die Sitzmehrheit deutlich. Dies erlaubte es der NDP, weiterhin Druck auf die Regierung auszuüben und einen Teil ihrer Forderungen durchzusetzen, insbesondere eine strengere Umweltschutzgesetzgebung. Am Parteitag im September 2006 wurde Layton mit 92 % der Stimmen als Vorsitzender der NDP bestätigt. Bei der Unterhauswahl 2011 führte Layton die NDP zum mit Abstand besten Ergebnis ihrer Geschichte, als sie 103 Sitze errang und zur zweitgrößten Partei aufstieg.
Im Februar 2010 gab Layton erstmals öffentlich bekannt, dass er an Prostatakrebs leide und sich in Behandlung begeben habe. Am 25. Juli 2011 gab er den Parteivorsitz vorübergehend ab, nachdem seine Ärzte einen neuen Tumor festgestellt hatten. Layton plante die Wiederaufnahme seiner Tätigkeit als Vorsitzender im September beim Beginn der neuen Parlamentssession. Am 22. August 2011 starb er im Alter von 61 Jahren in seinem Haus in Toronto.

## Werke
- Homelessness: The Making and Unmaking of a Crisis. ISBN 0-14-028888-0
- Speaking Out: Ideas that Work For Canadians. ISBN 1-55263-577-5
- Speaking Out Louder: Ideas that Work For Canadians. ISBN 1-55263-688-7 (revidierte und erweiterte Ausgabe von Speaking Out)